# Fango
Fango – błoto zawierające składniki mineralne. Wydobywane jest z naturalnych źródeł termalnych. Fangiem może być też tuf bazaltowy.
Fango topnieje w temperaturze 60–70 °C, a tężeje w temperaturze 50 °C. Fango wykorzystuje się przy pobudzaniu krążenia krwi i stymulacji układu odpornościowego, rozluźnia napięte mięśnie, łagodzi ból. Zabieg ten poprawia ogólne samopoczucie.
Zalecany w następujących dolegliwościach:
- schorzenia po urazach i choroby ortopedyczne: ZZSK
- obrzmienia przeciążeniowe
- czynnościowe choroby tętnic
- zaparcia
- zaburzenia czynności wątroby i pęcherzyka żółciowego
- bóle menstruacyjne
- stany zapalne nerek i pęcherza moczowego, skłonność do tychże
- zaburzenia psychosomatyczne i psychiczne, nerwowość

Przeciwwskazaniami są:
- ostre choroby serca i jego niewydolność
- stany zapalne i zaostrzenie stanów reumatycznych
- ciąża
- krwawienie lub wrzody żołądka i jelit
- niedoczulica
- gorączka

Przeczytaj ostrzeżenie dotyczące informacji medycznych i pokrewnych zamieszczonych w Wikipedii.